# Немезида (грецька міфологія)
Немезида, або Немезі́да (грец. Νέμεσις) — богиня людської долі, покровителька суспільного порядку, уособлення кари богів у давньогрецькій міфології. Римляни називали її також Інвідія чи Рівалітас.
Атрибутами Немезиди були яблунева гілка, батіг, меч або терези, а також колесо. У переносному значенні Немезида — кара, відплата.

## Образ і функції
У ранніх описах Немезида була уособленням почуття страху чи сорому за порушення закону. В пізніших джерелах вона виступає богинею-заступницею справедливості, котра забирає у людей те, чого в них забагато, та додає те, чого бракує.
Немезида наглядала за богинею удачі Тіхе, здатною непередбачувано давати людям як блага, так і злигодні. Якщо Тіхе проявляла до когось прихильність, а ця людина не віддячувала жертвами чи не допомагала бідним, Немезида карала їх.

## Немезида в міфах
Ця богиня вважалася донькою Нікс, яку та народила без батька, або від Ереба чи Океана. У втраченій поемі «Кіпрії» її батьком називався Зевс.
Немезида згадується у зв'язку з народженням Єлени Троянської. Зевс, запалившись пристрастю до Немезиди, став переслідувати її, а та тікала, перетворюючись на різних тварин, останньою з яких була гуска. Зрештою Зевсу вдалося наздогнати Немезиду, перетворившись на лебедя, та зґвалтувати її. Немезида помстилася, знісши яйце. Потім це яйце знайшла Леда — дружина спартанського царя Тіндарея, та сховала у скриню. З яйця з'явилася Єлена, котра стала приводом до Троянської війни.
За іншим міфом, Зевс обманув Немезиду, перетворившись на лебедя, котрого переслідував орел. Немезида прихистила лебедя в себе, а той зґвалтував її. Знесене Немезидою яйце Гермес потім закинув у лоно Леди. Зевс увіковічнив свою хитрість, помістивши лебедя та орла на небо як сузір'я.
Ще один варіант міфу стверджує, що Немезида — це сама Леда, що отримала нове ім'я, коли була піднесена в ранг божества.
Крім Єлени, Немезида народила від бога підземного світу Тартара тельхінів — божеств морських глибин.

## Трактування образу
Роберт Грейвс вважав, що первісно Немезида була богинею Місяця, що під час розігрування міфу в ритуалі на день сонцестояння наздоганяла царя-жерця, котрий перевтілювався в різних тварин, і з'їдала його. Ритуал був щорічним і оскільки завершувався смертю жерця, Немезида стала уособлювати неминуче лихо. Звідси також її атрибут — колесо, що символізувало повним оборотом настання нового жертвопринесення. Батіг імовірно використовувався в ритуальних бичуваннях, метою яких було забезпечити гарний врожай. Яблунева гілка слугувала пропуском померлого царя-жерця в Елісій.
З настанням патріархату персонажі помінялися ролями і тепер Зевс у подобі царя-жерця переслідував Немезиду. Єлена та Селена, як вважав Грейвс, були іншими назвами тієї самої богині.
Епізод зі знесенням Немезидою яйця та його віднайденням Ледою може відображати великодній ритуал друїдів з пошуками фарбованого яйця. Варіант, де Гермес закидає яйце Леді в лоно можливо виник від зображення Леди/Лето при пологах, коли вона народжувала Аполлона.
Обман Зевсом Немезиди відображає прихід еллінів у міста критян і пеласгів. Спершу елліни поділяли місцевий культ богині Місяця та забезпечували її жриць консортами, але врешті позбавили їх головування.
Богинею божественної кари Немезида напевне (принаймні як вказує Павсаній) стала після завоювання Рамнунта персами. Оскільки перси слідом зазнали поразки свого флоту біля острова Саламін і були змушені відступити, греки використали завезений ворогами для спорудження тріумфального монумента мармур, щоб створити статую шанованої в місті Немезиди. Грейвс виводив походження функції месниці також із того, що Немезида мала епітет Адрастея («невідворотна»), як називали і названу матір Зевса, німфу ясена. Німфи ясена разом з ериніями народилися з крові Урана, убитого його сином Кроносом, і виховавши Зевса, Адрастея помстилася Кроносу.